# أذربيجان الشرقية (محافظة)
محافظة أذربيجان الشرقية (بالفارسية: استان آذربایجان شرقی) هي إحدى محافظات إيران الواحدة والثلاثين، تقع شمال غرب هضبة إيران وعاصمتها مدينة تبريز. في مركزها مدينة أرومية وشرق المحافظة تقع بحيرة أرومية. يحدُّ المحافظة من الشمال نهر آراس الذي يفصل إيران عن جمهوريتي أذربيجان وأرمينيا ويبلغ طوله 235 كم. ترتبط محافظة أذربيجان بالدول المجاورة عن طريق ثلاث نقاط حدودية هي جلفا وخداآفرين وكردشت. ومن بين هذه المدن الثلاث فإن مدينة جلفا تتمتَّع بأهمية خاصة؛ نظراً لارتباطها بحدود السكك الحديدية في نخجوان ويريفان وتبليسي في جورجيا وموانئ البحر الأسود. وكانت المحافظة جزءاً من أراضي السلالة المادية التاريخية، والتي تعرف بالدولة المادية الصغرى. وفي العهد الساساني كانت هذه المحافظة إحدى أهم ولايات إيران وتُعدُّ حالياً من المناطق الهامة والحساسة؛ نظراً لموقعها الاستراتيجي والجغرافي والسياسي. لهذا السبب تمَّ تقسيم منطقة أذربيجان إلى ثلاث محافظات هي أذربيجان الشرقية والغربية وأردبيل بالرغم من القواسم الجغرافية والثقافية والتاريخية المشتركة بين المحافظات الثلاث وتعتبر أيضاً من الأقطاب الصناعية المهمة في إيران؛ وذلك بسبب وجود مصانع ومعامل إنتاج ضخمة في مدينة تبريز.
المناخ في هذه المحافظة بارد؛ وتحدُّ جميع حدودها الجبال والمرتفعات العالية. سكان أذربيجان الشرقية أذريون ينتمون للعرق التركي ويشكلون نحو ثلث الشعب الإيراني.

## التسمية
جاءت تسميتها بآذربيجان بسبب امتلاكها لمعابد نار كبيرة ومعروفة مثل معبد آذر كشسب للنار. ويعتقد بعض المؤرخين والخبراء بأن تسمية آذربيجان جاءت من كلمة آذرآبادكان التي تعني أرض الشمس، ويرى مؤرخون آخرون أن تسمية هذه المنطقة بآذربيجان تعود إلى قائد إيراني ظهر هناك واسمه آتوربات. ويذهب هؤلاء المؤرخون إلى أن آتوربات وبعد غزو الاسكندر المقدوني لإيران، ظهر في آذربيجان وتصدّى لهجوم اليونايين في هذه المنطقة، فعرفت هذه المنطقة فيما بعد بـ آتوربادكان.